# Erwachsenenstrafrecht
Erwachsenenstrafrecht ist das auf Erwachsene anwendbare Straf- und Strafprozessrecht, auch als allgemeines Strafrecht bezeichnet.
Strafmündigkeit tritt mit Vollendung des 14. Lebensjahres ein (§ 19 StGB), die Volljährigkeit mit Vollendung des 18. Lebensjahres (§ 2 BGB). Für Kinder gilt also weder das Strafgesetzbuch noch die Strafprozessordnung, für Jugendliche und Heranwachsende nur, soweit im Jugendgerichtsgesetz (JGG) nichts anderes bestimmt ist (§ 10 StGB). Gemäß § 1 JGG gilt das Jugendgerichtsgesetz, wenn ein Jugendlicher oder ein Heranwachsender eine Verfehlung begeht, die nach den allgemeinen Vorschriften mit Strafe bedroht ist. Auf Jugendliche unter 18 Jahren ist das StGB daher trotz Strafmündigkeit gem. § 1 Abs. 2 und 3 JGG nicht und auf Heranwachsende unter 21 Jahren trotz Volljährigkeit nur nach besonderer Prüfung anwendbar (§ 105, § 106 JGG). Ab dem 21. Lebensjahr gilt das Erwachsenenstrafrecht uneingeschränkt.
Während das Erwachsenenstrafrecht bei der Art und dem Gewicht der Strafen den Schwerpunkt auf die schuldhafte Begehung einer Tat setzt, zielt das Jugendstrafrecht auf eine sog. Legalbewährung ab, indem die Erziehung zum gesetzmäßigen Verhalten im Vordergrund steht.
Der eigenständige Begriff trägt der Tatsache Rechnung, dass das Jugendstrafrecht seit der Einführung des Jugendgerichtsgesetzes im Jahre 1923 zu einem mittlerweile  eigenen Gebiet im Strafrecht geworden ist. Vor dieser Entwicklung bedurfte es dieser Unterscheidung freilich nicht, da das allgemeine Strafrecht auf Erwachsene wie auch auf Jugendliche und Heranwachsende gleichermaßen angewendet wurde.
Während die Nichtanwendung des Erwachsenenstrafrechts bis zu einem Alter von 17 Jahren unstreitig ist, gibt es eine rechtspolitische Debatte um dessen Anwendbarkeit auf junge Volljährige bis zu 20 Jahren.